# Roraimanachtzwaluw
De roraimanachtzwaluw (Setopagis whitelyi synoniem: Caprimulgus whitelyi) is een vogel uit de familie van de nachtzwaluwen (Caprimulgidae).

## Verspreiding en leefgebied
De broedgebieden van de roraimanachtzwaluw liggen in Zuidoost-Venezuela in het berggebied Roraima, een tepui (tafelberg) op de grens van Venezuela, Brazilië en Guyana.

## Status
De grootte van de populatie is niet gekwantificeerd. Er is geen aanleiding te veronderstellen dat de soort in aantal achteruit gaat. Om deze redenen staat deze nachtzwaluw als niet bedreigd op de Rode Lijst van de IUCN.